# Теркс и Кејкос
Теркс и Кејкос (енгл. Turks and Caicos; IPA: ,  или  или ) острва су која представљају продужетак бахамског ланца на југу у Атлантском океану и под управом су Уједињеног Краљевства.

## Географија
Острва Теркс и Кејкос се налазе у Атлантском океану северно од Хаитија и Доминиканске Републике и источно од Кубе. Од Бахама их одваја широки подморски ров и пролаз, назван Пролаз Теркс. Острва се налазе око 1000 km југоисточно од Мајамија, САД.

### Рељеф
Теркс и Кејкос чини 8 острва и преко 30 ненасељених спрудова. Уздижу се и до 2.000 m надморске висине. Тло је песковито, прекривено шикаром и кактусима.

### Клима
Клима на острвима је топла и уједначена. Просечна годишња температура износи 24—32 °C, током целе године. Годишње падавине износе око 720 mm, што није довољно за редовно снабдевање водом за пиће.

### Хидрографија
На острвима нема речних токова, а падавине су ретке, што отежава снабдевање становништва водом.

### Флора и фауна
Верује се да су острва Теркс добила назив по врсти кактуса који подсећа на турбан, што је досељенике асоцирало на Турке. Осим карактеристичних кактуса, овде се гаје и домаће културе — највише, пасуљ, кукуруз и бројне врсте тропског воћа.

## Историја
Првобитно становништво острва припадало је народу Таино, које је покорио народ Лукајан. Ови домороци су истребљени болестима и ропством средином XVI века. 
Постоји више теорија о открићу ових острва. Неки тврде да је Кристифор Колумбо баш овде стигао 1492, а не на острво Сан Салвадор. Званична верзија је да је острва открио истраживач Хуан Понсе де Леон 1513.
У периоду 1776—1848. острва су била део колоније Бахаме, а од 1848. до 1962. припадала су колонији Јамајци (1962. Јамајка стиче независност). 
Септембра 2008. острва је тешко погодио ураган Хана.

## Становништво

### Административна подела
Острва су подељена у две групе: Острва Теркс и Острва Кејкос:
- Острва Кајкос
  - Западни Кејкос
  - Провиденсијалес
  - Северни Кејкос
  - Средњи Кејкос
  - Јужни Кејкос
  - Делис Кеј
  - Пајн Кеј
  - Парот Кеј
- Острва Теркс
  - Велики Терк
  - Солт Кеј

Политички гледано, Теркс и Кејкос су подељени на шест дистрикта (округа):
| Острва Кејкос |                                  |               |       |       |    |
| 1             | Провиденсијалес и Западни Кејкос | Блу Хилс      | 163.6 | 22642 | 4  |
| 2             | Северни Кејкос                   | Ботл Крик     | 144.9 | 1895  | 2  |
| 3             | Средњи Кејкос                    | Конч Бар      | 144.2 | 468   | 1  |
| 4             | Јужни Кејкос и Источни Кејкос    | Коберн Харбор | 136.8 | 1579  | 2  |
| Острва Теркс  |                                  |               |       |       |    |
| 5             | Велики Терк                      | Коберн Таун   | 17.6  | 5567  | 4  |
| 6             | Солт Кеј                         | Балфор Таун   | 9.1   | 186   | -  |
|               | Острва Теркс и Кејкос            | Коберн Таун   | 616.3 | 32337 | 13 |